# Mastkraftwagen

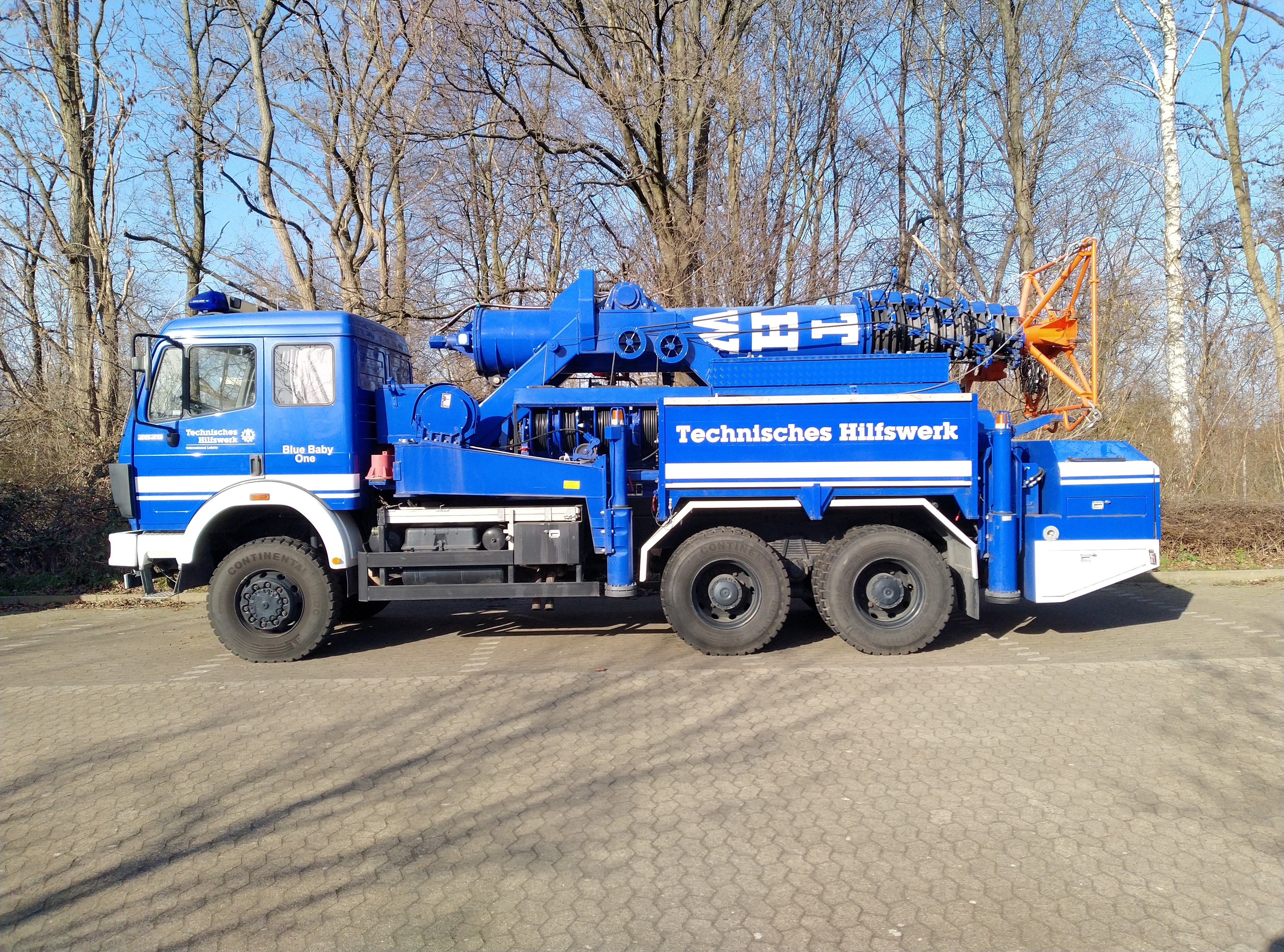
Mastkraftwagen Typ I

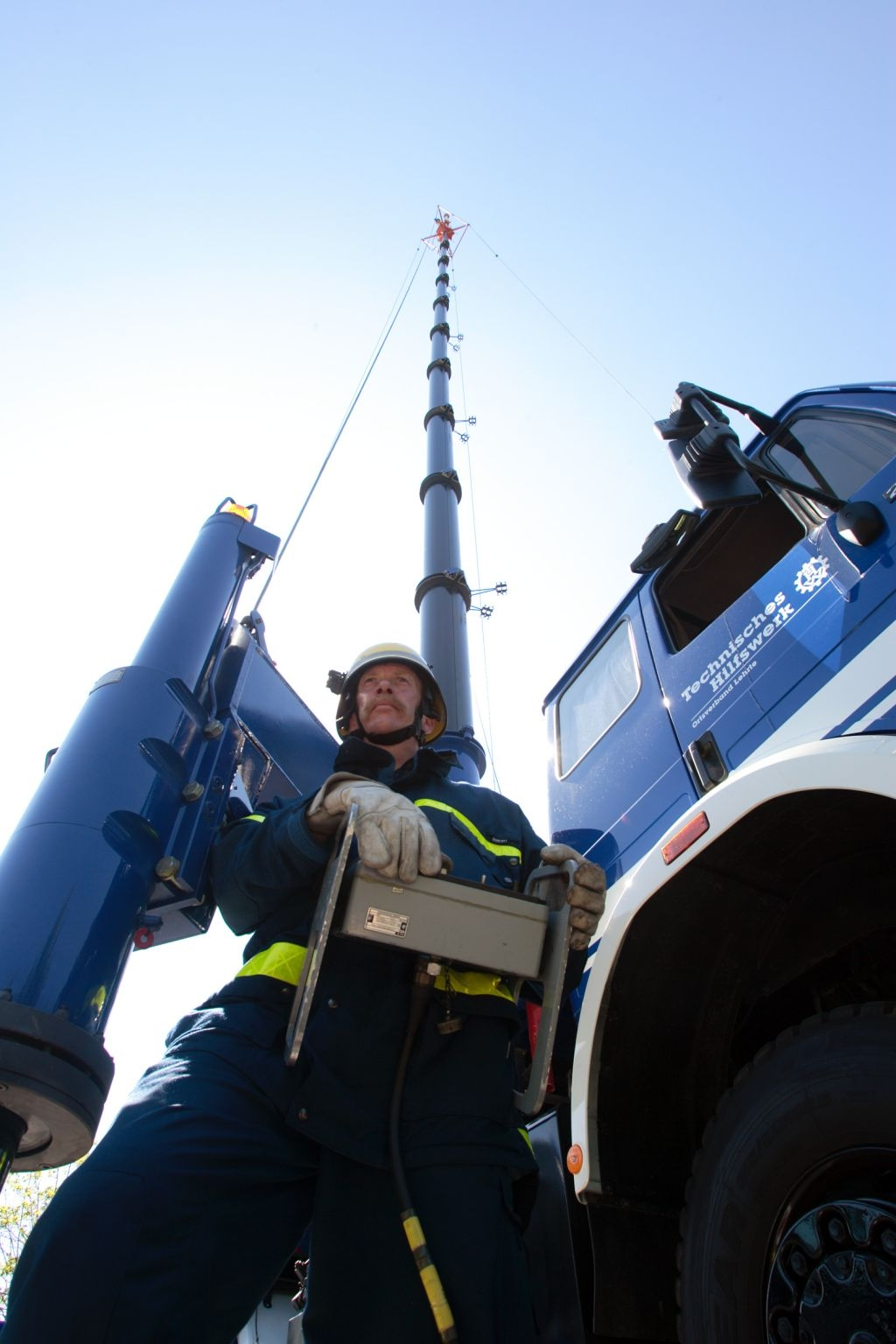
Ausgefahrener Mast

Der Mastkraftwagen ist ein Einsatzfahrzeug des Technischen Hilfswerks (THW), das als Fahrzeug der Fachgruppe Kommunikation (B) (FGr K(b)) im Weitverkehrstrupp (WvTr) eingesetzt wird. Er hat einen Teleskopmast nach dem Prinzip des Dornier mobilen Mast, der bis 40 Meter (Typ I) oder 34 Meter (Typ II) Höhe stufenlos ausgefahren werden kann. Der Mast wird über das Fz selbst abgespannt, welches als Gewicht dient. Der Auf- und Abbau kann bis zu einer Windgeschwindigkeit von 90 km/h erfolgen, der Betrieb bis 140 km/h. Auf dem orangen Träger werden die benötigten Antennen und Kommunikationseinrichtungen je nach Einsatz montiert. Vier HF-Kabel werden automatisch mit ab- und aufgewickelt.
Ein Mastkraftwagen wird zur Realisierung von temporären Relaisfunkstellen sowie zum Aufbau von Richtfunkstrecken verwendet. Seit Mai 2006 wurde diese neue THW-Technik bundesweit an 8 Ortsverbände, pro Landesverband einen(Hamburg-Harburg, Lehrte, Gelnhausen, Potsdam, Münster, Dresden, Straubing und Ofterdingen) übergeben.
Beim Weltjugendtag in Köln im Jahr 2005 hatten die Mastkraftwagen einen ihrer ersten Einsätze.